# Boulet de Mersenne
 (signalé en juin 2025).
Si vous disposez d'ouvrages ou d'articles de référence ou si vous connaissez des sites web de qualité traitant du thème abordé ici, merci de compléter l'article en donnant les références utiles à sa vérifiabilité et en les liant à la section « Notes et références ».
- Archive Wikiwix
- Bing
- Cairn
- DuckDuckGo
- E. Universalis
- Gallica
- Google
- G. Books
- G. News
- G. Scholar
- Persée
- Qwant
- (zh) Baidu
- (ru) Yandex
- (wd) trouver des œuvres sur Wikidata

Pour les articles homonymes, voir Boulet (homonymie) et Mersenne (homonymie).
Le problème du boulet de Mersenne est un problème de mécanique classique énoncé par Marin Mersenne en 1634. Il consiste à considérer un boulet de canon lancé verticalement et à imaginer l'endroit où il retombera : dans le fût du canon, à l'est ou à l'ouest de celui-ci, compte tenu de la rotation de la Terre ?

## Le paradoxe
La force de Coriolis a pour effet de dévier vers l'ouest un projectile lancé verticalement vers le ciel, et vers l'est un projectile qui tombe. Intuitivement, on imagine donc que les deux déviations sont opposées et s'annulent, ce qui fait que le boulet retombera exactement dans le fût. Or, cela n'est pas. Soit D la déviation vers l'est constatée lors d'une chute libre (sur la même hauteur), le calcul donne une déviation globale vers l'ouest, égale à 4D, soit 2D à la montée ET 2D (vers l'ouest ! ) à la descente. Tout ceci est logique, une fois écartés les pseudo-paradoxes.

## Cas idéal
On se place dans un cas où le mouvement serait une translation uniforme et non une rotation. Le frottement de l'air est négligé ici.
Le boulet retombe exactement dans le fût du canon :
La vitesse du projectile en fonction du temps {\displaystyle t} est donnée par :
{\displaystyle {\vec {V_{0}}}+{\vec {g}}t}
et sa position par l'intégration de cette dernière formule avec une position initiale égale à {\displaystyle 0} :
{\displaystyle {\frac {1}{2}}{\vec {g}}t^{2}+{\vec {V_{0}}}t}.
La résolution de cette équation du second degré donne une position nulle à {\displaystyle t=0} (départ du canon) et à {\displaystyle t={\frac {2V_{0}}{g}}} (retombée au sol).
Rien n'est changé si l'on rajoute une vitesse horizontale équatoriale de près de 500 m/s : le boulet retombe dans le fût, même après 10 secondes.

## Rappel: la déviation vers l'est
Soit {\displaystyle D_{0}} la déviation vers l'est si le boulet était lâché de la hauteur {\displaystyle h}. La formule de la déviation vers l'est donne, si l'on se place à l'équateur (L = 0) :
{\displaystyle D_{0}=+{\frac {2}{3}}\omega \cdot T_{0}\cdot h}
avec {\displaystyle T_{0}={\sqrt {\frac {2h}{g}}}}
ce qui est conforme aux valeurs du cas idéal :
{\displaystyle h={\frac {V_{0}^{2}}{2g}}} donne {\displaystyle V_{0}={\sqrt {2h\cdot g}}}
et la durée de la chute est égale à la moitié du temps mis par le boulet pour retomber au sol, soit :
{\displaystyle t={\frac {V_{0}}{g}}}
la substitution de {\displaystyle V_{0}} dans cette dernière formule donne bien {\displaystyle T_{0}}.

## Calcul de la déviation du boulet
Le boulet est dévié vers l'ouest.
Ceci, de {\displaystyle 2\cdot D_{0}} à la montée, et de {\displaystyle 2\cdot D_{0}} à la descente, soit un total de {\displaystyle 4\cdot D_{0}}.
Démonstration : on part de la formule de la déviation :
{\displaystyle {\vec {D}}(t)=-2\omega {\vec {k}}\wedge \int _{0}^{t}{\vec {OM}}dt}
On utilise l'approximation du premier ordre :
{\displaystyle {\vec {OM}}(t)={\frac {1}{2}}{\vec {g}}t^{2}+{\vec {V_{0}}}t}, avec {\displaystyle {\vec {V_{0}}}=-{\vec {g}}T};
après intégration sur l'intervalle {\displaystyle [0{\hbox{ ; }}2T_{0}]}, on obtient :
un premier terme 8 Do, vers l'est,
un deuxième terme -12Do, vers l'ouest.
Soit au total -4Do, vers l'Ouest.
Eût-on intégré sur un temps moitié, on aurait trouvé :
un premier terme Do, vers l'est,
un deuxième terme -3Do, vers l'ouest.
Soit au total -2Do, vers l'Ouest.

## Explication
La force de Coriolis pour une chute libre donne une déviation vers l'est égale à {\displaystyle D_{0}~}, le calcul de la déviation du boulet lors de sa descente donne la valeur {\displaystyle -2\cdot D_{0}}.
Les deux affirmations ci-dessus sont justes. Simplement, au sommet de l'ellipse, la vitesse horizontale du boulet est inférieure à celle du point de l'équateur, et cela induit une déviation vers l'ouest, égale à {\displaystyle -3\cdot D_{0}}, et ceci s'additionne à la déviation vers l'est pour donner le résultat calculé.
Pour {\displaystyle h=50} m, les déviations sont de quelques millimètres.

## Histoire
Marin Mersenne jouait entre 1630 et 1648 le rôle qu'aura la future Académie des sciences (créée par Colbert en 1666) : il rediffusait en les commentant tous les papiers scientifiques qu'on lui remettait. Une fameuse controverse au sujet de la chute d'un boulet depuis le mât d'un navire enflamma la France vers 1638. Galilée disait qu'il tomberait au pied du mât. Pierre Gassendi fit réaliser l'expérience sur une galère dans le port de Marseille, ce qui corrobora la position de Galilée. Mersenne suggéra le questionnement suivant, appelé le problème du boulet de Mersenne, par Varignon en 1700 :
« Soit un boulet tiré verticalement. Retombera-t-il dans le fût du canon ? »
La réponse est non : le boulet retombe à l'ouest.
Mersenne prenait pour base 3 heures de montée et 3 heures de descente pour que la Terre eût tourné de 90°. Bien sûr à l'époque, soit on était anti-copernicien et le boulet retombait à l'ouest de 90°, soit on suivait l'argument de Galilée, et le mouvement de pivotement uniforme de la Terre était « comme rien », et le boulet retombait dans le fût du canon.
Peu de gens ont évoqué que rotation uniforme n'était pas translation uniforme. Galilée reste peu assuré et prudent sur cette distinction dans les Discorsi de 1638. Galilée croyait-il à une « inertie circulaire » ? Évidemment la référence à la déviation vers l'est aurait ennuyé Galilée dans son argumentation. Même s'il avait saisi la difficulté, peut-être a-t-il préféré la taire. L'équivalence des hypothèses entre le système de Copernic et celui de Tycho Brahé va devenir la doctrine de l'Eglise, peu après. Il faudra attendre plus de 150 ans pour réfuter expérimentalement cette fausse assertion.
Quand Mersenne reprend ce problème, il ne mentionne rien de la possible déviation vers l'Est. Et rien non plus de la différence entre rotation et translation. Il avait pris une trajectoire avec trois heures de montée. Le temps n'est plus petit ; il faut tout refaire avec la vraie ellipse de Kepler. Ce qui est certain est que de Kourou, on lance les fusées vers l'est pour « profiter » du pivotement de la Terre.